# Massachusetts General Hospital

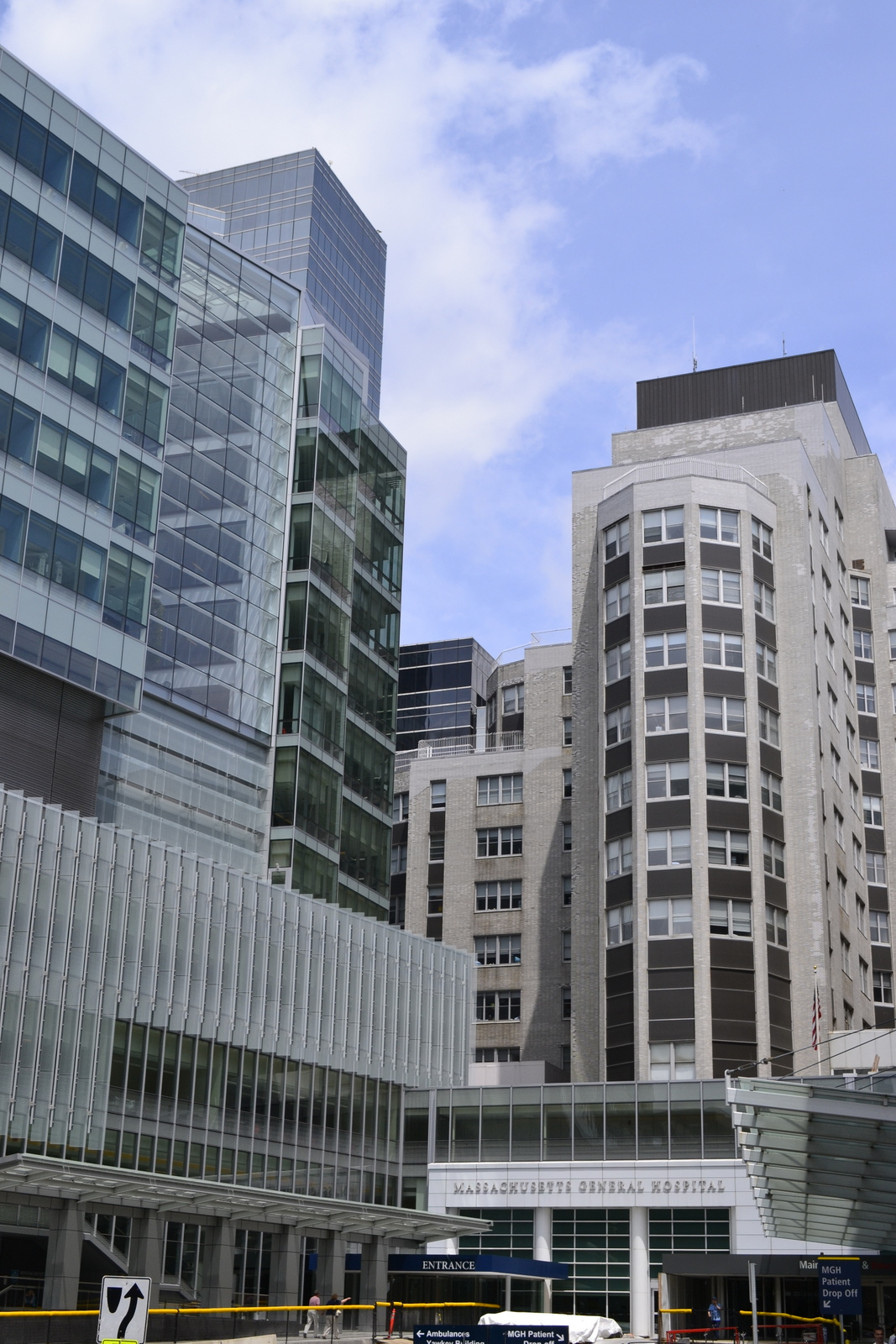
Entrata principale

Massachusetts General Hospital conosciuto anche con l'abbreviazione "MGH" fu fondato nel 1811 ed è considerato uno dei tre ospedali più antichi degli Stati Uniti.
Rappresenta il terminale ospedaliero della prestigiosa Scuola di Medicina di Harvard ed uno dei centri di ricerca medica più importanti del mondo con un budget annuo di 550 milioni di dollari. Per estensione di superficie e per numero di dipendenti è considerata la più grande struttura non governativa della Nuova Inghilterra. Dotato di 999 posti letto accoglie in un anno circa 47.000 pazienti di cui 3.700 partorienti.
È passato alla storia anche perché nel suo teatro anatomico, ancora conservato, fu eseguito il 18 ottobre 1846 il primo intervento con anestesia da etere. Era l'epoca in cui per le scarse condizioni igieniche e per la mancanza di narcosi soltanto pazienti disperati erano disposti a sottoporsi ad un intervento quasi sempre dall'esito infausto. Dalla documentazione conservata risulta che a quei tempi si praticava una media di circa 12 interventi per anno. Nello stesso arco di tempo, oggi, lo staff chirurgico esegue circa 37.000 interventi.